# Testament of Youth
Testament of Youth (prt: Testemunho de Juventude; bra: Juventudes Roubadas) é um telefilme britânico de 2014, do gênero drama histórico-biográfico e de guerra, dirigido por James Kent, com roteiro de Juliette Towhidi baseado no livro de memórias da Primeira Guerra Mundial Testament of Youth, de Vera Mary Brittain.
O filme teve a atuação de Alicia Vikander como Vera Brittain, jovem mulher independente que abandonou seus estudos na Universidade de Oxford para se tornar enfermeira de guerra.
Testament of Youth estreou primeiramente no Reino Unido no Festival de Cinema de Londres em 14 de outubro de 2014 e nos cinemas britânicos em 15 de janeiro de 2015. Em Portugal o filme será lançado em 9 de junho de 2015.

## Sinopse
Em 1914, a britânica Vera Brittain supera os preconceitos contra as mulheres nas profissões da época e torna-se estudante do Colégio Somerville, em Oxford. Quando a Primeira Guerra Mundial irrompe, seu irmão Edward (Taron Egerton), seu noivo Roland Leighton (Kit Harington) e seus amigos Victor (Colin Morgan) e Geoffrey (Jonathan Bailey), são enviados para servir na frente de batalha. Vera então segue seu sacrifício, saindo do colégio para se juntar ao Destacamento de Ajuda Voluntária como enfermeira para cuidar dos feridos (ambos britânicos e alemães) em Londres, Malta e França.

## Elenco
- Alicia Vikander ..... Vera Mary Brittain
- Kit Harington ..... Roland Leighton
- Colin Morgan ..... Victor Richardson
- Taron Egerton ..... Edward Brittain
- Dominic West ..... sr. Brittain
- Emily Watson ..... sra. Brittain
- Joanna Scanlan ..... tia Belle
- Hayley Atwell ..... Hope
- Jonathan Bailey ..... Geoffrey Thurlow
- Alexandra Roach ..... Winifred Holtby
- Anna Chancellor ..... sra. Leighton
- Miranda Richardson ..... srta. Lorimer
- Charlotte Hope ..... Betty